# Rosie Day
Rosie-Jane Day (Cambridge, 6 marzo 1995) è un'attrice britannica.

## Biografia
Rosie Day ha iniziato la propria carriera cinematografica nel 2012, avendo un ruolo importante nel film romantico Tutte le strade portano a Roma, assieme a Claudia Cardinale, Raul Bova e Sarah Jessica Parker.
Rosie è stato scelta come una delle Screen Internationals Stars of Tomorrow.

## Filmografia parziale

### Cinema
- The Seasoning House, regia di Paul Hyett (2012)
- Tutte le strade portano a Roma (All Roads Lead to Rome), regia di Ella Lemhagen (2015)
- Dark Hall (Down a Dark Hall), regia di Rodrigo Cortés (2018)
- The Convent, regia di Paul Hyett (2018)
- Peripheral, regia di Paul Hyett (2018)

### Televisione
- Hope & Glory – serie TV, 6 episodi (1999)
- Family Affairs – serie TV, 7 episodi (2002)
- Trust – miniserie TV, 6 puntate (2003)
- Bernard's Watch – serie TV, 24 episodi (2004-2005)
- My Life as a Popat – serie TV, 8 episodi (2007)
- Harley Street – serie TV, 4 episodi (2008)
- Doctors – soap opera, 2 puntate (2009-2011)
- Summer in Transylvania – serie TV, episodio 1x05 (2010)
- Holby City – serie TV, episodio 14x15 (2012)
- Homefront – miniserie TV, 6 puntate (2012)
- DCI Banks – serie TV, episodi 2x03-2x04 (2012)
- Misfits – serie TV, episodio 5x01 (2013)
- Grantchester – serie TV, episodio 2x03 (2016)
- Outlander – serie TV, 6 episodi (2016)
- Prime Suspect 1973 – miniserie TV, 4 puntate (2017)
- Living the Dream – serie TV, 12 episodi (2017-2019)
- Good Omens – miniserie TV, 1 puntata (2019)
- Agatha Raisin – serie TV, episodio 3x03 (2019)
- McDonald & Dodds – serie TV, episodio 2x03 (2021)
- L'amore e la vita - Call the Midwife (Call the Midwife) – serie TV, episodio 11x0 (2021)
- The Sandman – serie TV, episodio 1x11 (2022)
- Hard Home, regia di James Bamford – film TV (2024)